# Mária Antónia francia királyné
Mária Antónia (Jozefa Johanna; Bécs, Ausztria, Szent Római Birodalom, 1755. november 2. – Párizs, Franciaország, 1793. október 16.), vagy ismertebb francia névváltozata szerint Marie Antoinette, Franciaország utolsó királynéja 1774 és 1792 között, a francia forradalmat megelőzően. Osztrák főhercegnőként született mint Mária Terézia legfiatalabb leánya. 1770 májusában, tizennégy éves korában lett a francia trónörökös, Lajos Ágost dauphin házastársa, majd 1774. május 10-én  férje trónra lépését  követően az ország királynéja.
Nyolc év házasságot követően, 1778-ban született első gyermeke, egy leány, Mária Terézia hercegnő, majd 1781-ben megszületett első fiuk, Lajos József. Kezdeti népszerűsége idővel megromlott, a lakosság körében azzal vádolták, hogy feslett és kicsapongó életet él, továbbá kétségbe vonták gyermekei törvényes származását is. A királyné nyakláncának ügye tovább súlyosbította negatív megítélését annak ellenére, hogy végül vétlennek mondták ki a csalásban. A forradalom idejére a „Madame deficit” gúnynévvel illették: fényűzőnek vélt életvitelét, valamint Turgot és Necker miniszterek társadalmi és pénzügyi reformjaival szembeni állítólagos ellenállását okolva az ország gazdasági válságáért.
A francia forradalom több pontja is kapcsolódik a királynéhoz: számos korabeli forradalmi propaganda őt és közvetlen környezetét jelölte meg mint a nép elsőszámú ellenségeit, a reformok legfőbb ellenzőit. Az 1791-es sikertelen varennes-i szökési kísérlet és az első koalíciós háborúban betöltött szerepe katasztrofális volt a királyi család megítélésére nézve, amely végül letartóztatásukhoz és a Temple börtönébe való bezárásukhoz, valamint 1792 szeptemberében a Monarchia felszámolásához és az Első Köztársaság kikiáltásához vezetett. Férjét, a trónfosztott XVI. Lajos királyt a Forradalmi Törvényszék hazaárulás vádjával perbe fogta és 1793. január 21-én guillotine általi halálra ítélte. A királyné pere október 14-én kezdődött, majd két nappal később elítélték és szintén nyaktiló által a Forradalom terén kivégezték.
A királyné megítélése az idők során jelentős mértékben változott. A forradalom idején őt tekintették az ancien régime dekadenciájának és az arisztokrácia pazarló életvitelének elsődleges példájának, őt jelölve meg az ország pénzügyi és társadalmi problémáinak fő forrásaként. Személye mára jelentős mértékben rehabilitálódott: sokkal inkább tekintik áldozatnak, aki férje mellett nem tudta megfelelően kezelni az átalakuló politikai és társadalmi változásokat. A 18. század második felének divatjára gyakorolt hatásával az öltözködés, hajviselet és életstílus terén karaktere ma is népszerű kulturális ikonná teszi, aki egyszerre jelképezi az extravaganciát és a társadalmi egyenlőtlenséget.

## Ifjúkora (1755–1770)

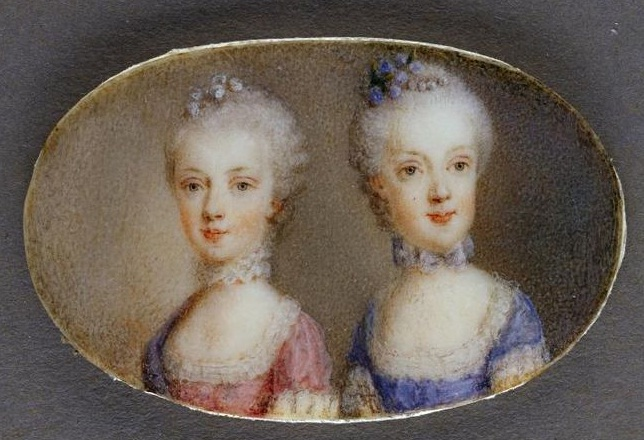
Az ifjú főhercegnők, Mária Antónia (balra) és Mária Karolina (jobbra)

Mária Antónia főhercegnő 1755. november 2-án született a bécsi császári palotában, a Hofburgban. Apja a Lotaringiai-házból származó német–római császári címet viselő I. Ferenc, míg édesanyja a Habsburg-házból való Mária Terézia osztrák uralkodó főhercegnő, magyar és cseh királynő volt. A császári pár tizenhat gyermekének sorában Mária Antónia született tizenötödikként, a lányok között ő volt a legfiatalabb. Keresztszülei a portugál király, I. József és felesége, Mária Anna Viktória spanyol infánsnő voltak. Mivel a főhercegnő éppen a pusztító lisszaboni földrengés másnapján, halottak napján született meg, így a portugál uralkodói pár nem utazhatott el a keresztelőjére, Bécsbe.
Mária Antónia gyermekkorát a Hofburg mellett a Habsburg-család nyári rezidenciájaként is szolgáló Schönbrunnban töltötte. Formális nevelésben alig részesült, szórakozni vágyó, a babákat és a cicomát módfelett kedvelő kislány volt. Tanulmányi eredményei alig voltak többek mint kielégítőek. Tíz éves korára nem tudott helyesen írni sem németül, sem bármely más, az udvarban használatos nyelven, mint a francia vagy az olasz. Zenetanára, a német Christoph Willibald Gluck kifejezetten jó zenésznek írja le a főhercegnőt, aki megtanult hárfán, csembalón és fuvolán is játszani. A családi összejöveteleken gyakran lépett fel és énekelt is. Legkedvesebb testvére a nála nem sokkal idősebb Mária Karolina volt. Anyjával való kapcsolatát egész életében nehézségek terhelték, de szerették egymást.

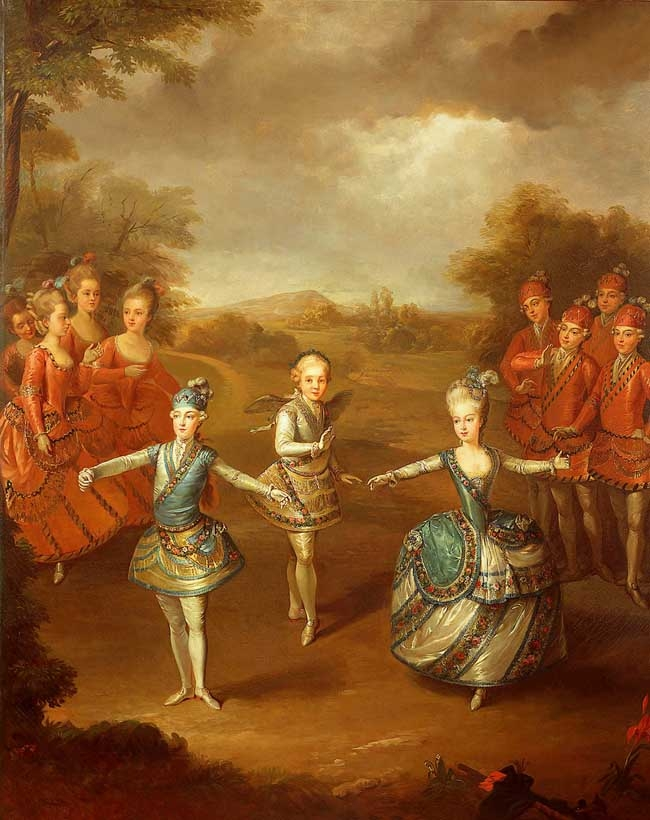
Mária Antónia táncol a fivéreivel, Ferdinánd Károly és Miksa Ferenc főhercegekkel bátyjuk, József és a bajor Mária Jozefa esküvője alkalmából 1765. január 23/24-én
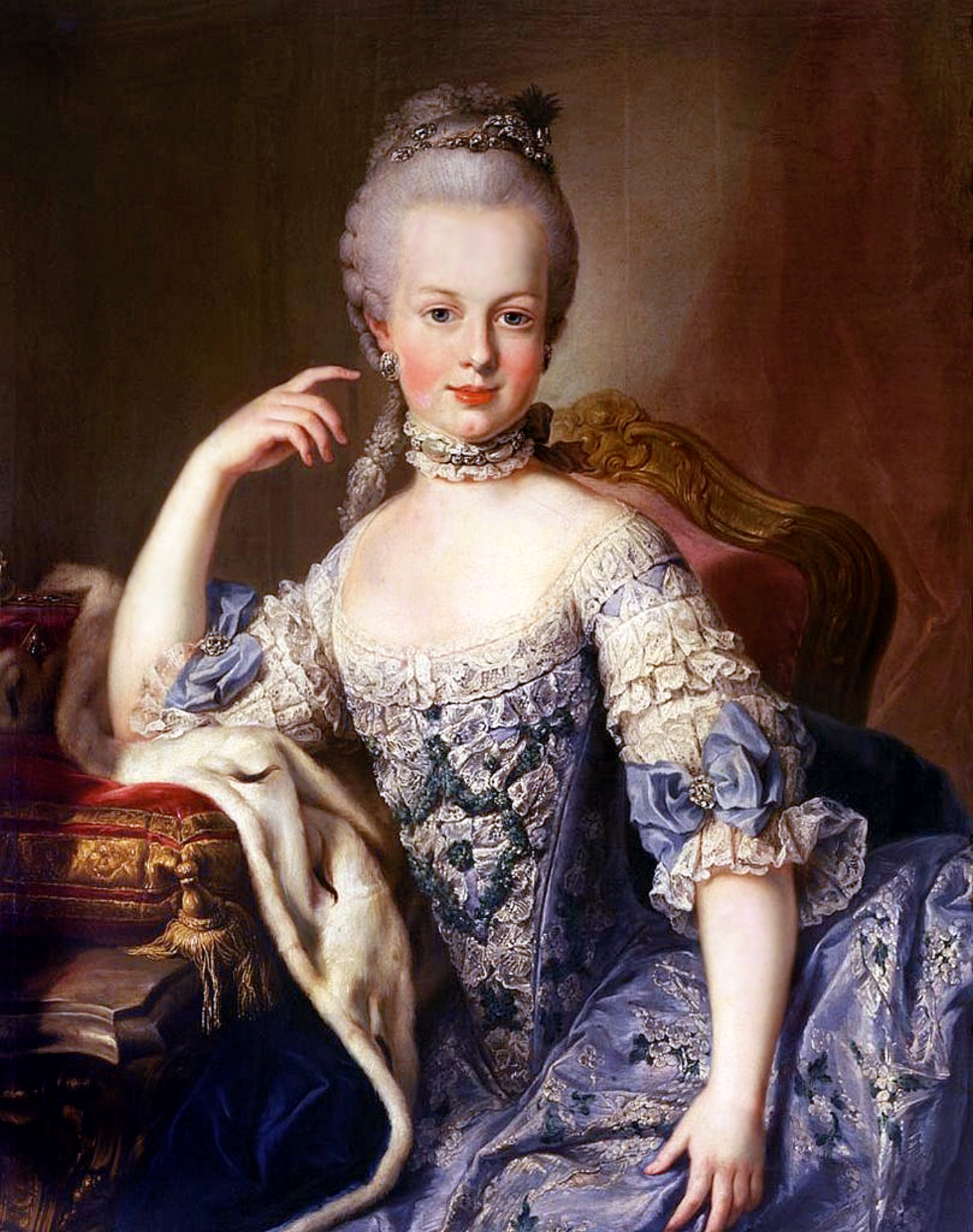
Mária Antónia tizenkét éves korában Martin van Meytens olajfestményén
A főhercegnő játszik a klavikordon. Franz Xaver Wagenschön, 1769

## Franciaország dauphine-je (1770–1774)

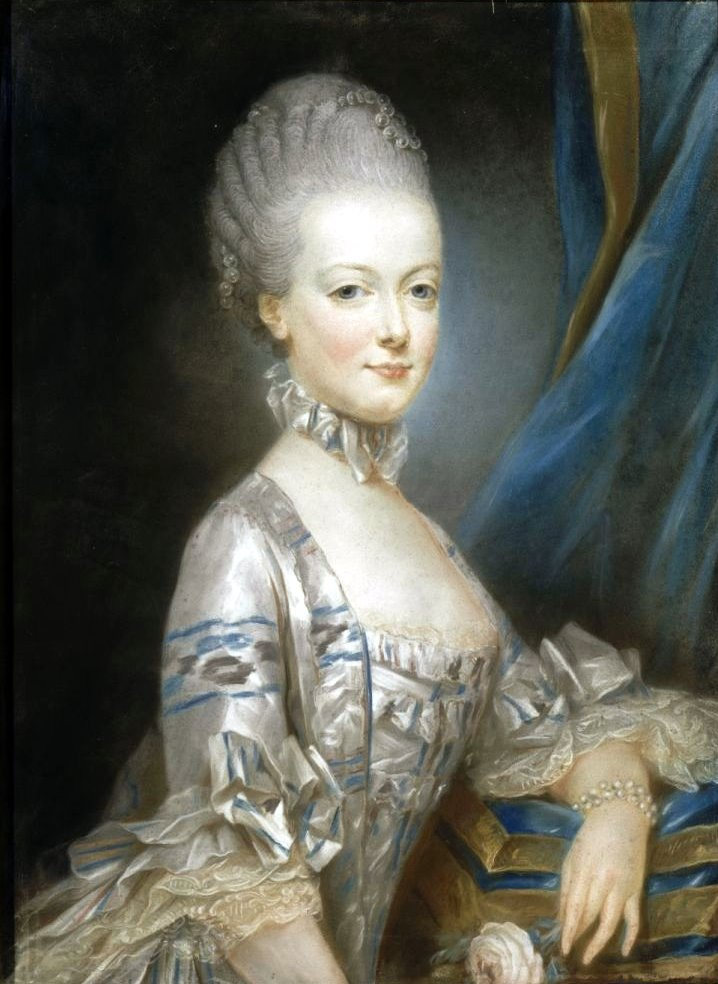
Mária Antónia tizenhárom éves korában; ezt a miniatűr portrét küldték a dauphinnek, hogy láthassa jövendőbelijét.
Joseph Ducreux, 1769

Miután Európában megkezdődött a hétéves háború, az 1756-os diplomáciai forradalom hatására Mária Terézia úgy határozott, hogy véget vet a francia-osztrák ellentétnek, és XV. Lajos francia királlyal kibékítik a két nemzetet. Közös érdekük volt, hogy megtörjék Poroszország és Nagy-Britannia hatalmának növekedését. A kettőjük között létrejött béke és szövetség záloga egy házasság volt, méghozzá Mária Antónia frigye a király unokájával, a francia dauphinnal, Lajos Ágosttal. A trónörökös 1770. február 7-én kérte meg a főhercegnő kezét. Miután Mária Antónia hivatalosan is lemondott a Habsburg tartományok iránti jogairól, április 19-én Bécsben sor került a házasságra képviselők útján. Május 14-én találkozott először jegyesével a Compiègne melletti erdőben. Amikor megérkezett Franciaországba, elfogadta nevének francia változatát, a Marie Antoinette-et. A hivatalos ünnepélyes esküvőre május 16-án került sor a versailles-i kastélyban. Házasságuk hét éven keresztül beteljesületlen maradt, okot adva ezzel a királyi párt ért rosszindulatú pletykáknak. A fiatal trónörököst többen tartották impotensnek, vagy mondták róla, hogy esetleges fitymaszűkülete van, de még a homoszexualitás lehetősége is felmerült.

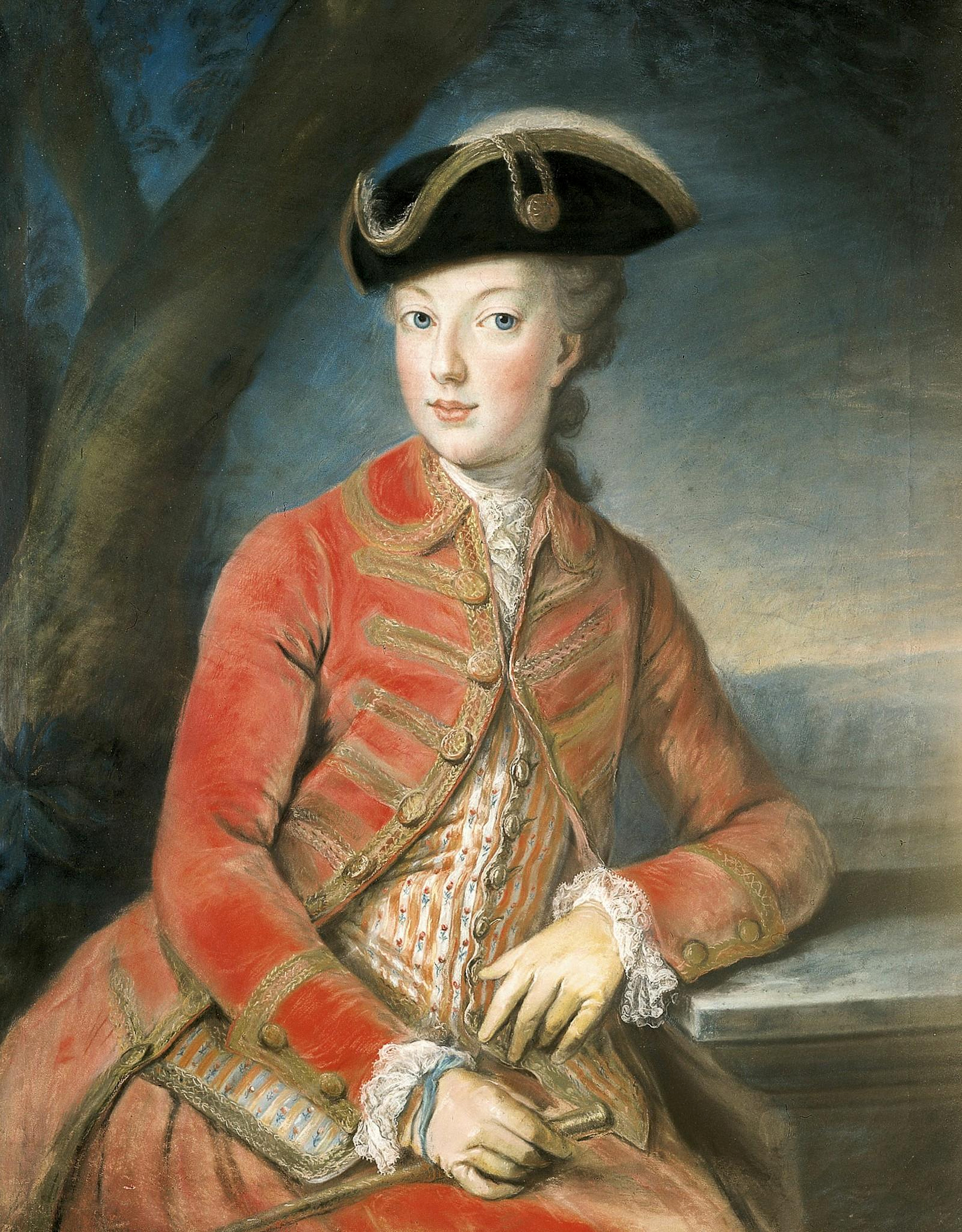
A tizenhat éves dauphine vadászöltözetben Joseph Kreutzinger pasztellportréján

A kezdeti reakciók kettőjük házasságáról vegyes volt. Egyrészt Mária Antónia csinos és szép ifjúhölgy volt, így tetszett a köznépnek, az első hivatalos megjelenésük, amelyre 1773. június 8-án került sor Párizsban, átütő sikert aratott. Másrészt viszont sokaknak nem tetszett a szövetség Ausztriával, és sokakban volt személyes ellentét az osztrákokkal szemben, ezért nehezteltek a dauphine-re.
Mivel férje kezdetben érdektelenséget mutatott iránta, a versailles-i etikettet nehezen viselő Mária Antónia nagynénjei társaságába és részben befolyása alá került. Személyes ellenszenvében Madame du Barryval, a király szeretőjével szemben nagynénjei támogatását élvezte. Ezt az ellenséges viselkedését Du Barry a királynál is jelezte, aki nem tetszését fejezte ki a dauphine iránt. A szövetség meggyengülésétől tartva anyja, Mária Terézia és a francia osztrák nagykövet, Mercy–Argenteau hatására Mária Antónia beleegyezett, hogy beszélni fog az általa nem kedvelt szeretővel. 1772 újévekor, nagy nyilvánosság előtt annyit mondott neki, hogy „Milyen sokan vannak ma Versailles-ban.” Du Barry elégedett lett és saját győzelmeként élte meg. Két és fél évvel később, 1774 májusában, a király halálakor Du Barry száműzetésbe kényszerült, és a forradalomnak végül ő maga is áldozatául esett.

## Franciaország királynéja (1774–1791)

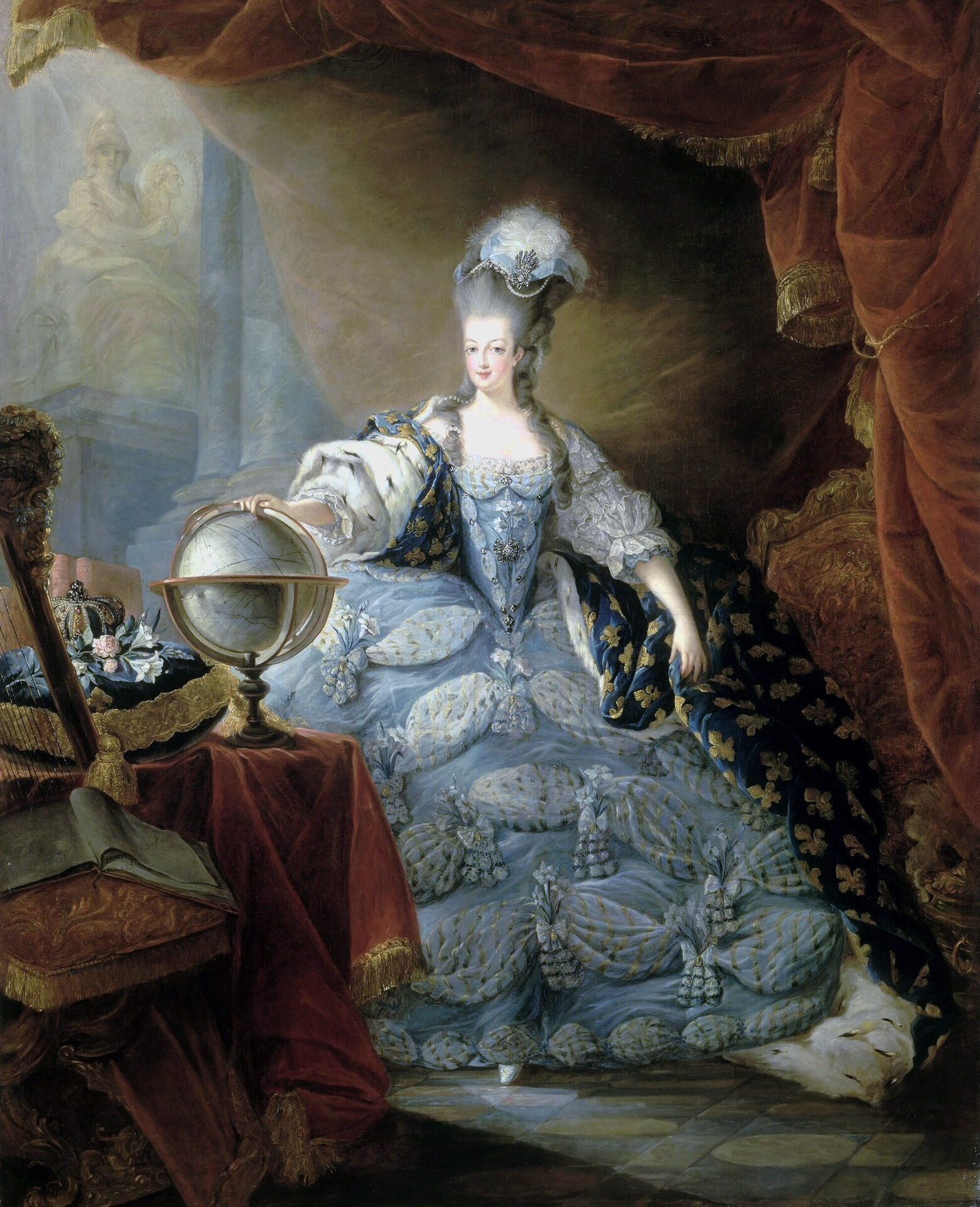
Mária Antónia mint Franciaország királynéja a koronázási köpennyel
(Jean-Baptiste André Gautier-Dagoty, 1775)

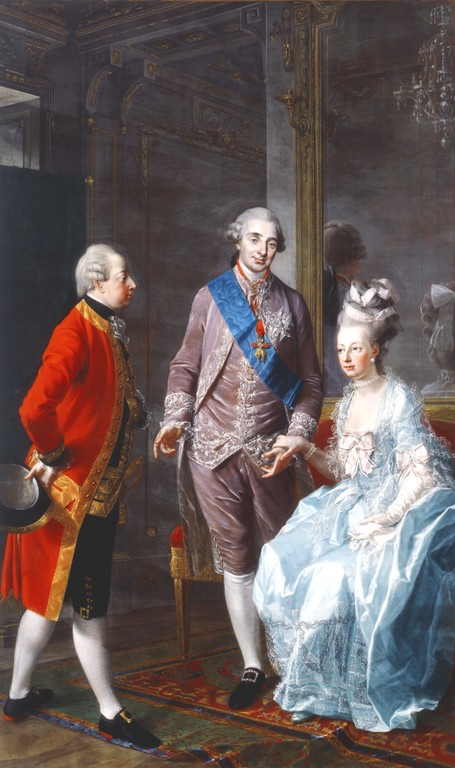
Miksa Ferenc főherceg (balra) találkozik nővérével, Mária Antóniával (jobbra) és sógorával, XVI. Lajossal (középen) 1775. február 7-én

### Az első évek (1774–1778)
XV. Lajos 1774. május 10-én bekövetkezett halálával az akkor még dauphin címet viselő unokáját, Lajos Ágostot XVI. Lajos néven francia királlyá kiáltották ki, így Mária Antónia hivatalosan is Franciaország és Navarra királynéja lett. Bár sem férjének, sem neki nem volt érzéke az uralkodáshoz, ekkor még nem is kívánt beleszólni a politikába. Támogatta férjét Maurepas első miniszterré, és Vergennes külügyminiszterré választásában, ezáltal támogatva őt az amerikai függetlenségi háborúban való részvételben.
Az ifjú királyné férje hiányában erős érdeklődést mutatott a divat és a szerencsejáték iránt, bár már uralkodásuk kezdeti éveiben is gyenge lábakon állt a francia gazdaság. Számára a Rose Bertin által készített ruhák, a magasra (akár 90 cm-re) nyúló hajviselet, és az azokat gyakran díszítő kiegészítők, mint a színes tollak vagy a különböző méretű tárgyak jelentették a mindennapok kérdését. Ő és a bíróság is elfogadta a korábban betiltottnak számító angol ruhákhoz használt anyagok (például a muszlin) használatát.
1774-re Mária Antónia közeli kapcsolatot épített ki a király öccsei, Provence és Artois grófjaival, legnevesebb barátnéi pedig Lamballe és Polignac hercegné lettek, de barátságot ápolt több őt nyíltan csodáló férfival is, ilyen volt Besenval báró, Coigny marsall és Esterházy Bálint Miklós gróf is.
1774. május 24-én férje neki adományozta a Petit Trianon, azaz a Kis-Trianon palotát, és szabad kezet adott neki az épület és környezete további építésében. Ezzel a kiváltságával élt is, a jövőben ugyanis par ordre de la Reine, azaz „a királyné megrendelésére” készült minden. Az épület később is fontos szerepet játszott Mária Antónia életében, ugyanis ide vonult vissza az udvar kötelezettségei elől, és csak a legszűkebb baráti körét engedte be. A palota közelében épült meg az az épületegyüttes, amely a Hameau de la Reine, azaz a királyné faluja nevet kapta.
1775-ben kitört a lisztháború, amely zavargásokhoz vezetett az ország egész területén a magas liszt- és kenyérárak miatt. Ugyanekkor Marie Antoinette nevét már összefüggésbe hozták a pazarlással, ám népszerűsége ekkor még nem különbözött a kor más uralkodócsaládjainak megítélésétől. Anyja, Mária Terézia kettejük levelezésében aggodalmát fejezte ki leányának költekezései miatt, utalva arra, hogy az zavargásokat okozhat.

### Anyaság, változások az udvarban (1778–1781)

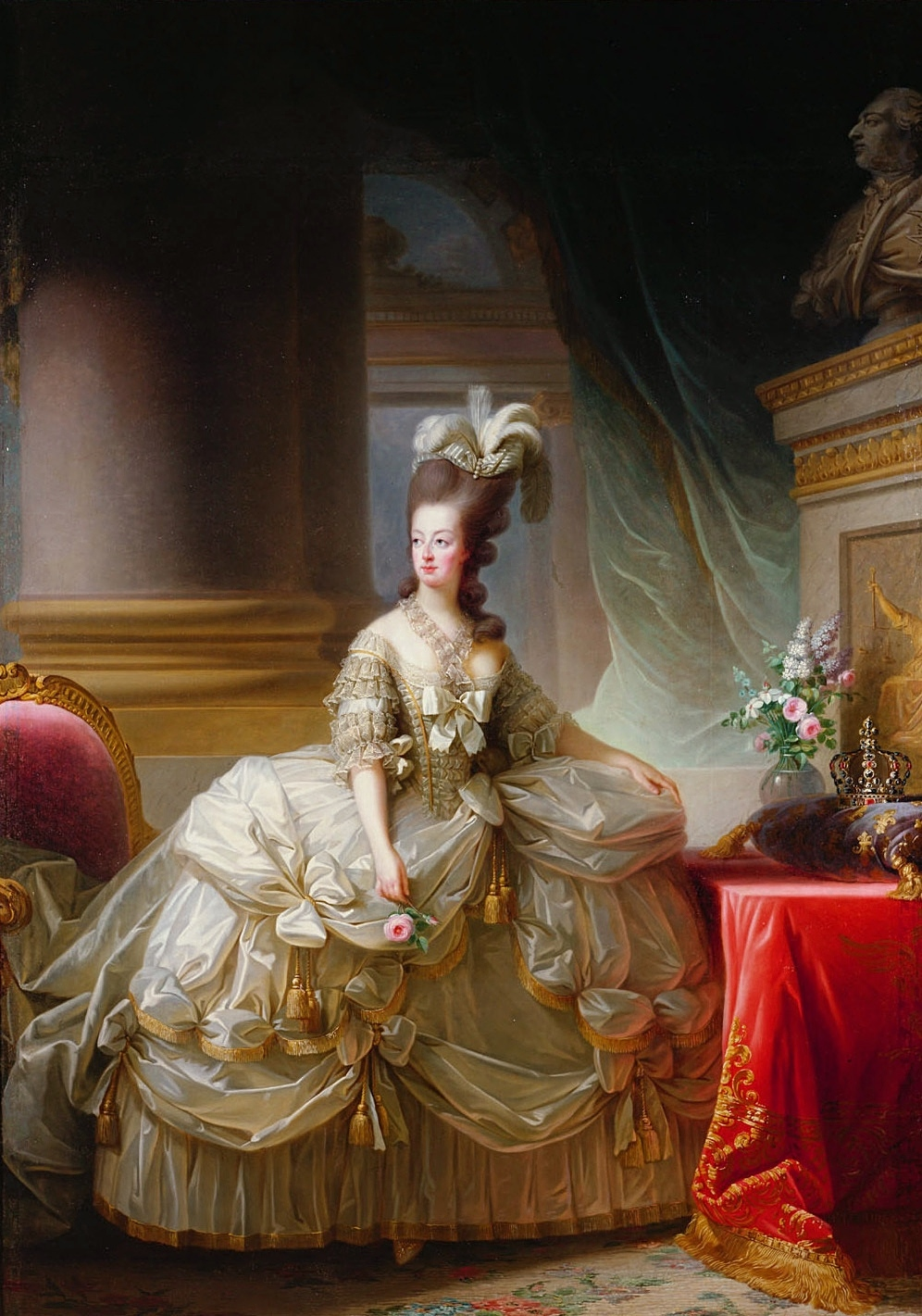
A királyné a francia festőnő, Élisabeth Vigée Le Brun olajfestményén (1778)

Mária Antónia testvére, II. József császár inkognitóban Franciaországba érkezett, ahol a hathetes látogatása során járt Párizsban és Versailles-ban. Találkozott húgával és sógorával is. Hármójuk találkozása során, amelyre 1777. április 18-án került sor, József császár őszintén beszélt sógorával, hogy ennyi idő elteltével még miért nem hálták el nászukat. A császár Péter Lipót öccsének írt 1777. június 9-ei levelében arra a következtetésre jutott, hogy a királyi párt az érdektelenségen kívül nem akadályozza más a nászuk elhálásában. Bár a pontos okot nem tudjuk, hogy mi változott a pár kapcsolatában, az tény, hogy házasságuk beteljesedett 1777 augusztusában. A királyné nyolc hónappal később, 1778 áprilisában mutatta első jeleit a terhességnek, amelyet május 16-án hivatalosan is bejelentettek. Végül első gyermekük, Mária Terézia Sarolta 1779. december 19-én született meg. Mivel a királyi párnak hét év után az elsőként született gyermeke leány lett, így trónörökös híján kisebb csalódottság mutatkozott az udvar és a nép körében is. Mária Antónia azonban boldog volt, úgy vélekedett, hogy: „A barátnőm leszel. A fiú az országhoz tartozik, de a leány hozzám.”

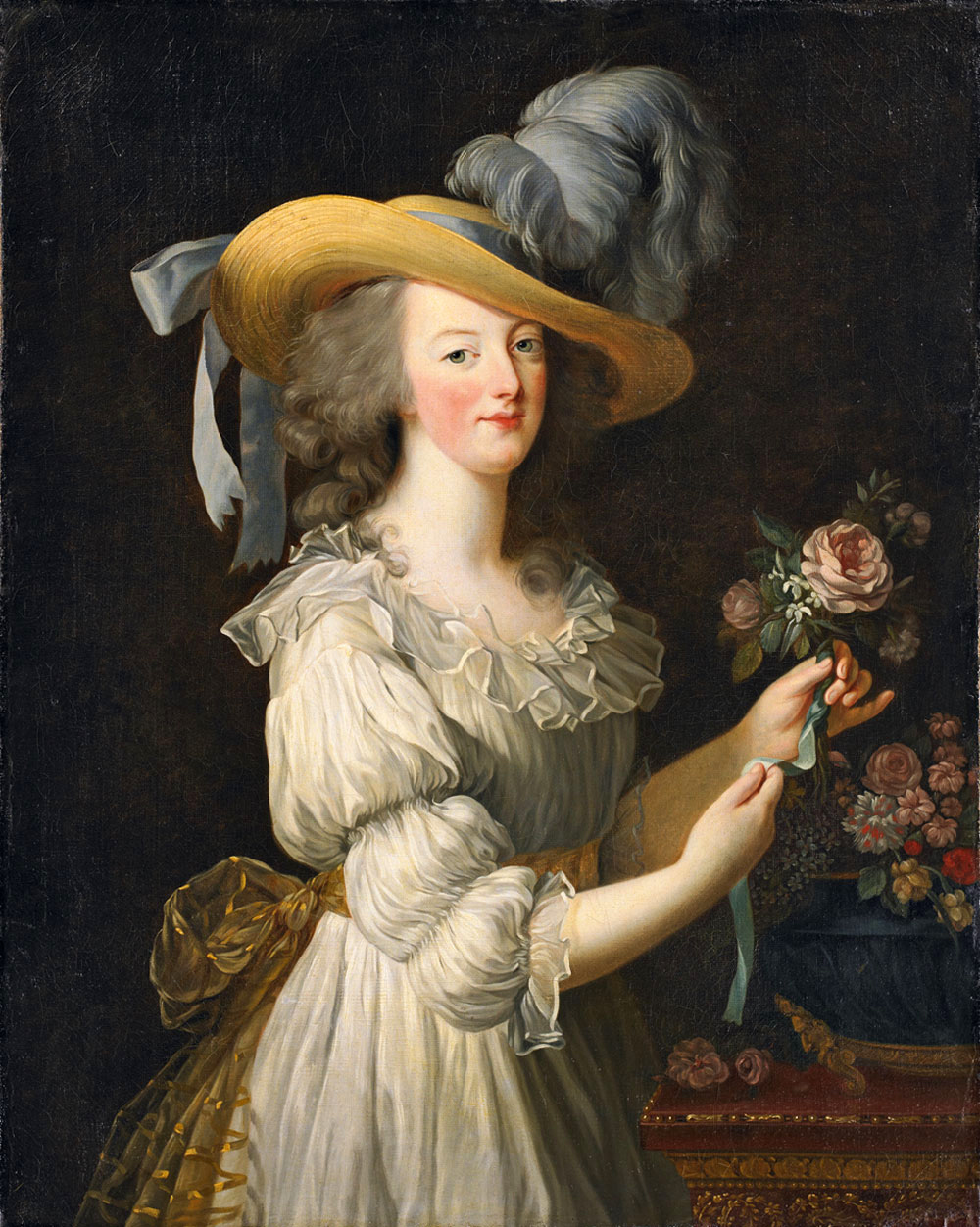
Mária Antónia muszlin öltözetben, a kép vitákat váltott ki a királyné nem megfelelő öltözéke miatt (1783)

Terhessége alatt két esemény is történt, amely nagy hatással volt élete későbbi alakulására. Egyfelől régi barátja, a svéd Hans Axel von Fersen gróf, diplomata visszatért Versailles-ba két évre, másfelől bátyja, József császár és II. Frigyes porosz király között a Bajor Választófejedelemség trónjáért kirobbant örökösödési háborúban Mária Antónia férjét kérte fel közvetítésre. A konfliktus ugyan rövid ideig állt fenn, de Mária Antónia azzal, hogy szülőhazája mellett állt ki, szembekerült a Porosz Királyságot támogató francia közvéleménnyel. Ezzel azt a látszatot keltette, hogy Ausztriát részesíti előnyben Franciaország helyett.
A királyné eközben a divat terén is hatalmas változásokat hozott, melyeket a kormánnyal is elfogadtatott. Ilyenek voltak a korban szokásos erős sminkek és a női ruházatot meghatározó, vesszőkosárral kimerevített szoknyák elvetése, amely rosszallást váltott ki az idősebb generációk soraiban. A királyné ehelyett az egyszerűbb, nőiesebb megjelenést hozta előtérbe. Ezt az egyszerűséget szemlélteti Élisabeth Vigée Le Brun 1783-as festménye is, melyen a királyné muszlinruhában jelenik meg. A kép vitákat keltett, sokak szemében ugyanis nem volt megfelelő a királyné öltözéke, miközben a kép nagyon hasonlít a festőnő szintén 1783-as másik portréjára a királynéról.

#### Gyermekei
Mária Antóniának négy élve született gyermeke volt:
- Mária Terézia Sarolta, Madame Royale (1778. december 19. – 1851. október 19.)
- Lajos József Xavér Ferenc dauphin (1781. október 22. – 1789. június 4.)
- Lajos Károly, Normandia hercege (1785. március 27. – 1795. június 8.), bátyjának korai halála után dauphin
- Zsófia Ilona Beatrix francia királyi hercegnő (1786. július 9. – 1787. június 19.) kisgyermekként meghalt.

### Problémák Franciaországban
Mária Antóniának és Lajosnak nem volt érzéke az uralkodáshoz. Ők még mindig a rokokó szépséges palotájában éltek, míg az Udvaron kívül a nép éhezett. Az 1788-as gabonatermés minden addiginál kisebb lett. A király és a királyné nem az országukra, hanem pazar versailles-i palotáikra (többek között a Kis-Trianon átépítésére) fordítottak több százezer livre-t. A királyné a politikával nem törődött, csak arisztokrata barátait tüntette ki magas hivatalok adományozásával, ezzel – tudtán kívül – maga ellen szította a közvéleményt. Az ország folyamatosan szegényedett, mert az amerikai függetlenségi háborúban való részvétel felemésztette az államkasszát. Mária Antónia a francia nép körében népszerűtlenné vált, ellenfelei házasságtöréssel vádolták meg, sokan szemére vetették pazarló életmódját.
A nemesség ezután a kormány minden reformjavaslatával szembeszállt. A válság idején Mária Antónia határozottabbnak bizonyult, mint Lajos. A Bastille ostromakor, 1789. július 14-én nem tudta férjét rávenni, hogy keressen menedéket a hadseregnél, de ősszel meggyőzte: szálljon szembe a Nemzetgyűléssel, mely a feudális és királyi kiváltságok eltörlését követelte. Emiatt ő lett a népi agitátorok céltáblája, Madame Vétónak nevezték, s lehet, hogy ők adták a szájába a hírhedt mondást: „Ha nincs kenyere a népnek, egyen kalácsot!” Ismertté vált Viszonya a svéd Hans Axel von Fersen gróffal is.

### A nyakékügy
1784-ben Jeanne de la Motte grófné, a Valois királyi ház távoli leszármazottja, saját meggazdagodásához használta fel Mária Antónia nevét: Egy 1,6 millió livre-t érő gyémánt nyakéket – Boehmer és Bassenge udvari ékszerészek alkotását – vásároltatott fel a Mária Antónia kegyeiért harcoló, gyanútlan Rohan hercegérsekkel. A királyné hamisított aláírásával („Marie Antoinette de France”) ellátott fizetési kötelezvény 1785-ben jutott Mária Antónia kezébe, aki értetlenül fogadta. Mivel nem volt, aki kifizesse a drága ékszert, a szélhámosság kitudódott, a király vizsgálatot rendelt el. Jeanne-t és cinkostársait letartóztatták. A hosszúra nyúló bűnper a párizsi Parlament (azaz bíróság) és a király közötti hatalmi játszmává vált. Bár Mária Antóniát végül vétlennek mondták ki a csalásban, az eljárás nyilvánossága tovább fokozta a királyné népszerűtlenségét.

### A forradalmárok fogságában
1789 májusában már érezhető volt a forradalom előszele, júliusban a nép fellázadt. A forradalom kitörésekor már a leggyűlöltebb asszony volt Franciaországban, nem is hívták másként, csak mint „l'autre chienne” (francia szójáték: „másik szuka” – az „autrichienne”, azaz „osztrák nő” helyett), vagy „la putaine d'Autriche”, az „osztrák szajha”. Október 6-án, a nők éhségmenete utáni napon az uralkodót családjával Párizsba, a Tuileriák palotájába kényszerítették.

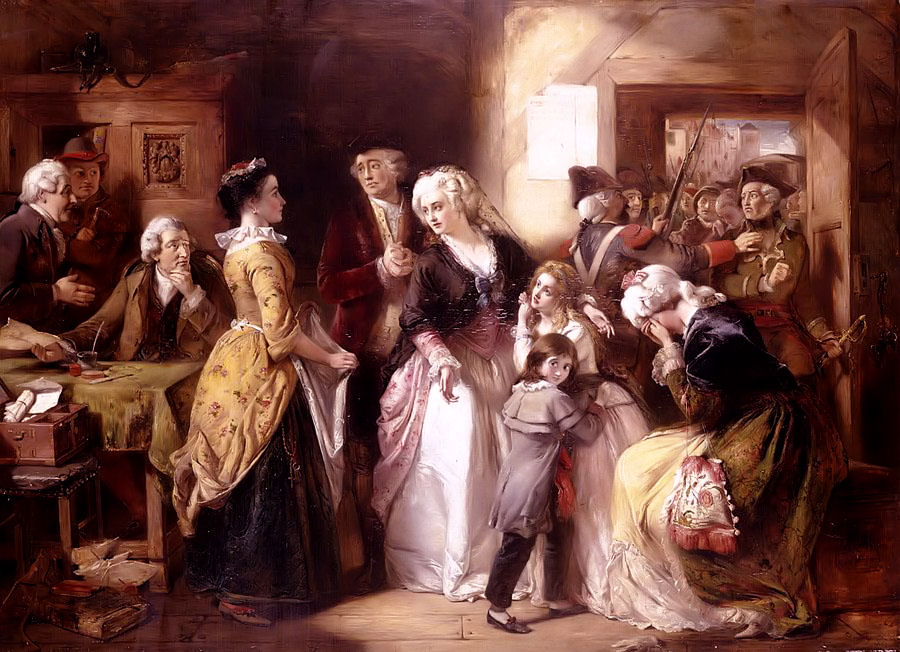
A királyi család letartóztatása Varennes-ben (1791)

A király és a királyné szökni próbált megalázó helyzetéből. 1790 végén Mária Antónia titkos tárgyalásokat kezdett Mirabeau gróffal, a Nemzetgyűlés mérsékeltjeinek vezetőjével, a korona tekintélyének helyreállítása céljából, de nemigen bízott benne, s nem követte a gróf tanácsait. Mirabeau 1791 áprilisában meghalt, a királyné ekkor egy emigráns royalista csoporttal talált kapcsolatot, akik megszervezték az uralkodó pár szökését. 1791. június 20-án a királyi család elhagyta Párizst. Megpróbálták elérni a Németalföld határánál fekvő Montmédy erődjét. A rosszul szervezett, feltűnő akció azonban balul sült el. A szökevényeket június 23-án a lotaringiai Varennes-ben felismerték, elfogták, és a párizsi Temple börtönbe hurcolták.
Ekkor Mária Antónia a Nemzetgyűlés monarchista frakciójának vezetőjével, Antoine Barnave-val próbálkozott, aki meggyőzte Lajost, hogy fogadja el az új alkotmányt, mely a felségjogok egy részét a Nemzetgyűlésre ruházta. Mária Antónia azonban lebeszélte erről férjét, s titkos úton arra ösztönözte bátyját, II. Lipót német-római császárt, hogy indítson háborút a forradalmi Franciaország ellen. Lipót kitért húgának kérése elől, 1792 áprilisában azonban már a francia kormány üzent hadat Ausztriának. A királyné folytatta cselszövéseit, titkos levelezésében a francia haditervet is kiadta az ellenségnek, amivel még jobban magára haragította a franciákat.

### A halálos ítéletek

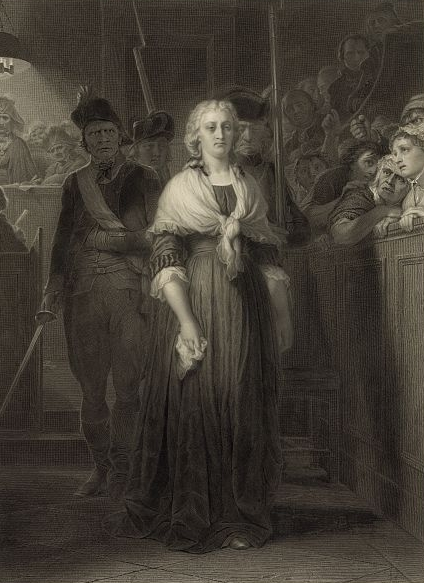
Alphonse François: Mária Antónia a forradalmi bíróság előtt

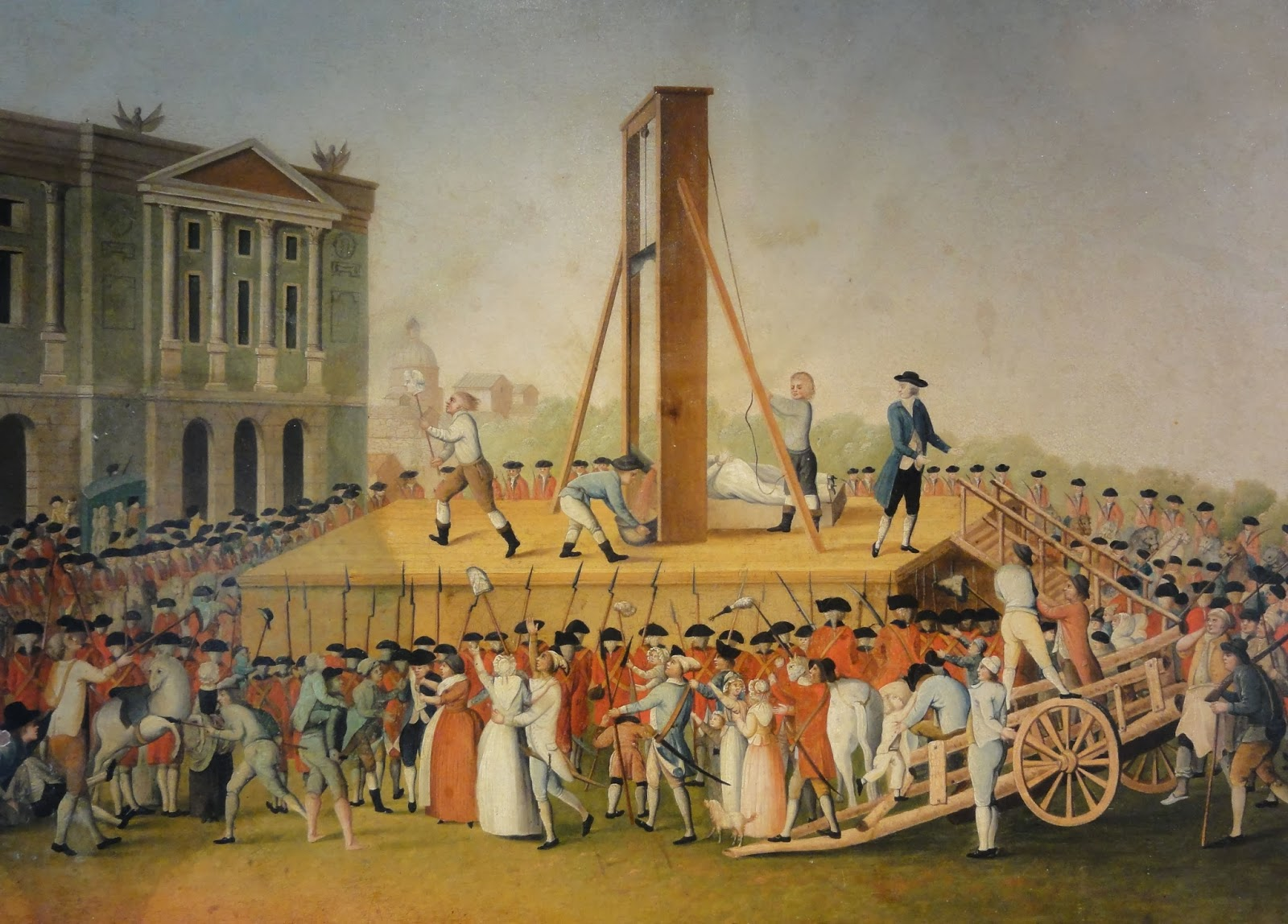
Mária Antónia királyné kivégzése 1793. október 16-án, a Place de la Révolutionon, a mai Concorde téren

Augusztusban a lázadók kijelentették, hogy Mária Antóniának és XVI. Lajosnak nincs joga uralkodni. A Konvent 1793. január 14-én név szerinti szavazással bűnösnek találta „Capet Lajos polgártársat” a köz szabadsága elleni összeesküvésben és a nemzet biztonsága elleni merényletben. XVI. Lajost 1793. január 21-én guillotine-nal lefejezték.
Mária Antóniát, Franciaország hajdani királynéját ezután csak özvegy Capet-nének nevezték. Férje halála után néhány héttel kisfiát, a 8 éves Lajos Károly herceget elválasztották anyjától. A királynét augusztus 29-én átszállították a város legszigorúbb börtönébe, a Conciergerie-be, ahol igen kegyetlenül bántak vele. Itt, életének börtönben töltött, utolsó heteiben tanult meg pompa és fényűzés nélkül élni. Október 14-én a jakobinusok követelésére bíróság elé állították, és nemzetellenes összeesküvés vádjával halálra ítélték. A per döntő momentumát, a vérfertőzés vádját saját fiának, a sans-culotte átnevelésen átesett Lajos Károly herceg vallomása szolgáltatta. Leánya, Mária Terézia Sarolta és sógornője, Erzsébet hercegnő (Madame Elisabeth) határozottan cáfolták a kisfiú állításait.
Két nappal később, (1793. október 16-án), a párizsiak ujjongása közepette Mária Antónia királynénak fejét vették a Place de la Révolutionon, a mai Concorde téren. Kivégzésekor büszkén, királynéhoz méltón viselkedett.
Holttestét a St. Madeleine temető meszesgödrébe dobták. 1815-ben, a Bourbon-restauráció során maradványait a francia királyok saint-denis-i sírboltjába vitték, és díszes síremléket emeltek fölé, amely ma is látható.

### Árváinak későbbi sorsa
Mária Antónia királyné négy gyermeke közül csak egy érte meg a felnőttkort. 1793-ig Mária Terézia Sarolta hercegnő és Lajos Károly herceg egy ideig édesanyjukkal éltek a párizsi Temple börtönében. A kis Lajos Károly 1795. június 8-án tuberkulózisban meghalt. Halála után elterjedt, hogy a trónörököst valójában megszöktették börtönéből, és egy másik gyermek holttestét temették el helyette. Nővére, Mária Terézia Sarolta hercegnő pedig unokafivérének, II. Ferenc német-római császárnak köszönhette későbbi kiszabadulását. A császárnak sikerült megállapodást kötnie a Direktóriummal, és a hercegnőt 1795-ben a bécsi udvarba menekíthette. Mária Terézia Sarolta később feleségül ment unokafivéréhez, Lajos Antal herceghez, Artois grófjához, X. Károly király fiához. 1851-ben gyermektelenül hunyt el.

## Filmek
- Marie Antoinette – fekete-fehér amerikai filmdráma (1938), főszereplő: Norma Shearer, rendező: Willard S. Van Dyke
- Sphinx: Marie Antoinette – német dokumentumfilm (2005)
- Marie Antoinette – amerikai-francia dokumentumfilm (2006), rendező: David Grubin
- A királyné nyakéke (The Affair of the Necklace) – amerikai filmdráma (2001), a királyné szerepében: Joely Richardson, rendezte: Charles Shyer
- Marie Antoinette – japán-francia-amerikai életrajzi dráma (2006), a királyné szerepében: Kirsten Dunst, rendezte: Sofia Coppola
- Búcsú a királynémtól (Les adieux a la reine) – francia történelmi dráma (2012), a királyné szerepében: Diane Kruger, rendezte: Benoît Jacquot